# Låneskydd
Låneskydd menar de försäkringar som kan tas i samband med banklån. Med ett låneskydd försäkrar gäldenären sin betalningsförmåga i händelse av t.ex. inkomstbortfall, arbetslöshet, olycka, sjukdom eller annan orsak som gör det svårt att betala av sitt lån. Vid dödsfall går låneskyddet in och betalar hela den återstående skulden. Innan ett låneskydd tas bör konsumenten se över sina redan existerande försäkringar eftersom en liv-, sjuk- eller inkomstförsäkring redan kan täcka de händelser som låneskyddet omfattar. Därtill gäller det för konsumenten att noga bekanta sig med avtalsvillkoren innan beslut om försäkring tas, samt att vara medveten om att olika typer av lån och kreditgivare kan innebära stora skillnader i avtalsvillkor.